# 생쥐 분쟁
생쥐 분쟁(Mouse Trouble)은 미국에서 1944년에 상영된 톰과 제리 만화 중의 하나이다. 이 만화는 톰과 제리 작품 중 17번째로 만들어졌다. 아카데미 상 후보에 올라 당선된 이 작품은 톰이 제리를 잡기 위해 쥐를 쉽게 잡는 방법이 나온 책을 사왔으나 그 내용과 같이 하다 혼이 난 이야기이다. 이 내용에서 나온 랜덤 마우스는 랜덤하우스인 것 같다. 이 작품은 윌리엄 한나와 조셉 바버라가 만든 작품이다.

## 같이 보기
- 개 탈을 쓴 고양이 (Puttin' on the Dog) - 이전편
- 생쥐, 저녁식사에 오다 (The Mouse Comes to Dinner) - 다음편